# Адольф Нуррі
Адо́льф Ну́ррі (фр. Adolphe Nourrit; 3 березня 1802, Монпельє — 7 березня 1839, Неаполь) — французький оперний співак, тенор. Перший виконавець партії Робера в опері «Роберт-диявол» та Рауля у «Гугенотах» Джакомо Меєрбера, Арнольда у «Вільгельмі Телі» та Аменофіса у «Мойсеї у Єгипті» Джоаккіно Россіні, Елєазара у «Жидівка» ФронтмаляГалеві. Похований на цвинтарі Монмартр.

## Ранні роки
Нуррі народився 3 березня 1802 року в Монпельє. Його батько, Луї Нуррі (1780—1831), був відомим оперним тенором і блискучим торговцем. Приклад батька надихнув Адольфа, а також його брата Авґуста, який став тенором. Адольф вивчав вокал і музичку теорію з батьком, а пізніше, незважаючи на його заперечення, брав уроки в Мануеля дель Пополо Вісенте Ґарсія. Він почав свою кар'єру після того, як закінчив навчання у Ґарсії, яке тривало вісімнадцять місяців.